# 第二十二初创军团
第二十二初创军团（英語：Legio XXII Primigenia）古罗马军队建制名称。由罗马帝国君主卡利古拉于公元39年建立并存在至3世纪后期。该军团曾参加达契亚战争等一系列相关军事活动，具有重要地影响与积极意义。

## 参考

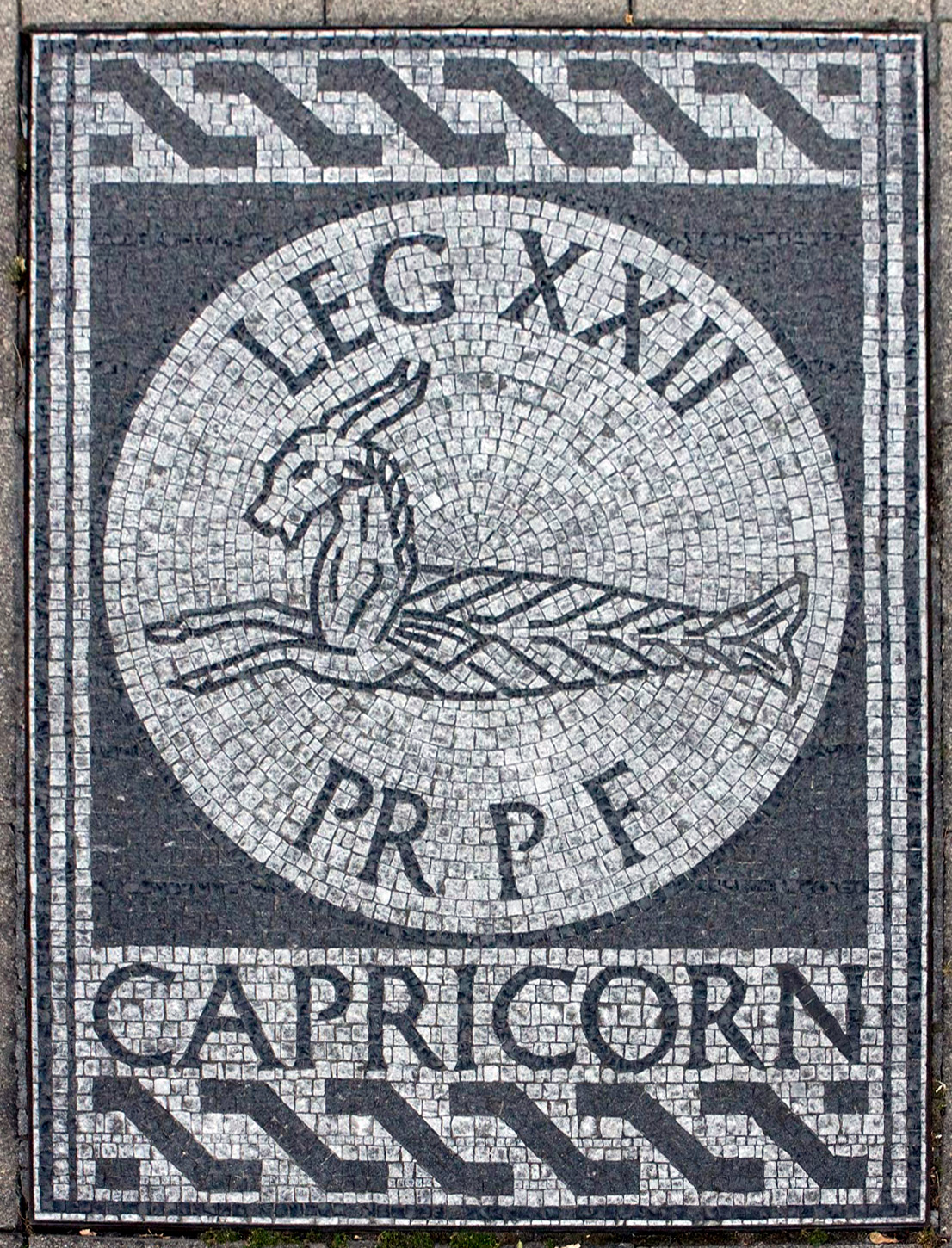
马赛克镶嵌图案，现存于美因茨